# 吴中伟
吴中伟（1918年7月20日—2000年2月4日），男，江苏江阴人，中国建筑材料与土木工程专家，中国工程院首批院士，中国混凝土科学技术的主要奠基人之一。

## 生平
1918年7月出生于张家港市南沙镇七房庄一书香之家。吴中伟出生后刚满百日，就举家迁居江阴新桥外祖母家。他先后就读于新桥小学、无锡试验小学、梁丰初中、苏州高中。1936年考入国立中央大学土木工程系，1940年毕业。大学毕业后分配到綦江导淮委员会工作，期间参与研究石灰烧粘土水泥，开中国无熟料水泥研制应用之先河。
1945年赴美国丹佛材料研究所进修，1947年学成归国，在中央大学土木工程系任副教授。
1949年8月，赴北京参加华北窑业公司研究所（中国建材研究院前身）筹建工作。1956年被评为一级工程师。
“文革”中下放五七干校劳动。1974年，重返建材科学院。1978年起，兼任清华大学土木工程系教授、博士生导师。1980年后，分别在建材科研院、清华大学、武汉工业大学培养博士生和硕士生。1982年至1985年，兼任武汉建材学院副院长、该院北京研究生部主任。1984年，任建材科研院技术顾问、教授级高工。
2000年2月4日在北京病逝。

## 家庭
父亲吴瑞祯毕业于上海美术学校，后回乡执教。

## 社会兼职
曾任中国建筑材料科学研究院总工程师、副院长，武汉建筑材料工业学院副院长兼清华大学教授，国务院学位委员会首届评审组成员，第三届全国人大代表，中国自然科学基金项目“三峡大坝混凝土耐久性及破坏研究”、国家九五重点攻关项目“重点工程混凝土安全性的研究”等技术顾问，国家建材局科教委名誉主任，中国硅酸盐学会、中国建筑学会第三届常务理事，中国土木工程学会第三、四届常务理事，《硅酸盐学报》主编，国际刊物《水泥与混凝土研究》编委、荣誉编委等。

## 著作
著有《膨胀混凝土》、《补偿收缩混凝土》、《怎样做好混凝土工程》、《高性能混凝土》等8本专著，在国内外发表论文百余篇，出版专著8本，另著有诗集《寸阴集》。

## 奖项和荣誉
- 1994年，当选为中国工程院院士，是首批中国工程院院士之一
- 1998年，当选为中国工程院资深院士
- 1999年，获何梁何利基金科学与技术进步奖

## 评价
- 你年纪最新，要多努力。因为越努力便能达到尖端。—— 1956年周恩来在第一次全国科技大会上对吴中伟的勉励
- 吴中伟院士是改变我国混凝土技术落后局面的第一人。—— 原全国政协副主席、中国工程院院长宋健[4]
- 吴中伟不仅是中国建材总院的光荣与骄傲，也是建材集团、建材行业的光荣与骄傲。—— 中国建材集团董事长、党委书记宋志平
- 让我们永远铭记这位对中国水泥混凝土做出杰出贡献的战略科学家。—— 中国工程院副院长、原西安建筑科技大学校长徐德龙
- 吴中伟同志在中国水泥混凝土领域所起的突出作用，与钱学森在中国航天领域、钱三强在中国核能领域的作用是极相类似的，如果没有吴中伟同志的积极奉献，中国水泥混凝土与制品事业的发展也不可能如此之迅速。—— 原国家建材局局长王燕谋

## 纪念

### 吴中伟青年科技奖
2013年中国建材总院设立吴中伟青年科技奖。吴中伟生前提出将其所获得何梁何利基金科学与技术进步奖奖金捐赠中国建材总院用于科学研究事业，妻子张凤棣履行吴中伟遗愿，捐出全部奖金。